# وودبرن (آیووا)
وودبرن (به انگلیسی: Woodburn) شهری در ایالت آیووا کشور ایالات متحده آمریکا است که جمعیت آن در سرشماری سال ۲۰۱۰ میلادی، ۲۰۲ نفر بوده‌است.